# Beloveso
Beloveso (latín: Bellovesus) fue un legendario rey de los galos. Vivió alrededor del siglo VII a. C. y se le recuerda por haber invadido el norte de Italia con su pueblo durante el reinado del rey romano Tarquinio Prisco, aunque los restos arqueológicos asocian la expansión de los galos en la península itálica en torno al siglo VI a. C.
El historiador Tito Livio afirma que Beloveso era el hijo de la hermana del rey Ambigato. Su familia pertenecía a la tribu de los bituriges, que en su época eran la tribu gala más poderosa y que solía elegir al caudillo de todos los galos. Asimismo, en tiempo de Beloveso las Galias se encontraban superpobladas, así que se hizo necesario buscar nuevos territorios para asentarse. Beloveso y su hermano Segoveso se encargaron de este cometido. Mientras que Segoveso fue elegido por los dioses -es decir, por el azar, una indicación de que buscara nuevas tierras en el Bosque Hercínico-, Beloveso se dirigió al norte de la actual Italia.
Se supone que Beloveso lideraba un grupo de seis tribus galas que atravesaron los Alpes: bituriges, arvernos, senones, heduos, ambarros, carnutes y aulercos. En su viaje, los Alpes se convirtieron en un obstáculo difícil de atravesar, y sólo después de que Beloveso recibiera ayuda de los griegos de la zona, que habían creado el asentamiento portuario de Massilia (Marsella), consiguió atravesar las montañas hacia el 600 a. C., siguiendo una señal divina que le llevó a cruzar un paso en la zona de los taurinos. Tras haber llegado a Italia, los galos derrotaron a los etruscos cerca del río Tesino y se asentaron en la zona, a la que llamaron Insubria. Allí Beloveso fundó la ciudad de Mediolanum, actualmente Milán.